# 유카 코스키넨 (축구 선수)
유카 코스키넨(영어: Jukka Koskinen, 1972년 11월 19일~)은 핀란드의 전 축구 선수이다. K리그에서 등록된 이름은 유카였으며 수비형 미드필더로 활약하였다. 핀란드 출신으로 K리그에 진출한 첫 번째 선수이다.

## 클럽 경력
안양 LG 치타스 (현 FC 서울)에 1999년 입단하여 1999 시즌 한 시즌 동안 시즌 통산 14경기 0득점-0도움(정규리그 12경기 0득점-0도움 / 리그컵 2경기 0득점-0도움)의 기록을 남겼다.

## 국가대표팀 경력
핀란드 축구 국가대표팀 소속으로 A매치 16경기 출전했다. 1995년 11월 15일 러시아와의 UEFA 유로 1996 예선 경기에서 톰미 그뢴룬드의 교체 선수로 A매치에 처음 출전했다. 1996년 태국 방콕에서 열린 킹스컵에 참가했으며 루마니아 리그 선발팀과의 경기에서 골을 넣었으나 이 경기는 A매치로 인정되지 않는다.